# Episodi di The Restless Gun (prima stagione)
La prima stagione della serie televisiva The Restless Gun è andata in onda negli Stati Uniti dal 23 settembre 1957 al 16 giugno 1958 sulla NBC.
| nº | Titolo originale           | Prima TV USA      |
| -- | -------------------------- | ----------------- |
| 1  | Duel at Lockwood           | 23 settembre 1957 |
| 2  | Trail to Sunset            | 30 settembre 1957 |
| 3  | Revenge at Harness Creek   | 7 ottobre 1957    |
| 4  | Rink                       | 14 ottobre 1957   |
| 5  | Jenny                      | 21 ottobre 1957   |
| 6  | The Shooting of Jett King  | 28 ottobre 1957   |
| 7  | Jody                       | 4 novembre 1957   |
| 8  | General Gilford's Widow    | 11 novembre 1957  |
| 9  | The New Sheriff            | 18 novembre 1957  |
| 10 | Man and Boy                | 25 novembre 1957  |
| 11 | Cheyenne Express           | 2 dicembre 1957   |
| 12 | Thicker Than Water         | 9 dicembre 1957   |
| 13 | Silver Threads             | 16 dicembre 1957  |
| 14 | The Child                  | 23 dicembre 1957  |
| 15 | The Gold Buckle            | 30 dicembre 1957  |
| 16 | The Coward                 | 6 gennaio 1958    |
| 17 | Friend in Need             | 13 gennaio 1958   |
| 18 | Strange Family in Town     | 20 gennaio 1958   |
| 19 | Hang and Be Damned         | 27 gennaio 1958   |
| 20 | Quiet City                 | 3 febbraio 1958   |
| 21 | Hornitas Town              | 10 febbraio 1958  |
| 22 | Imposter for a Day         | 17 febbraio 1958  |
| 23 | A Pressing Engagement      | 24 febbraio 1958  |
| 24 | The Woman from Sacramento  | 3 marzo 1958      |
| 25 | Sheriff Billy              | 10 marzo 1958     |
| 26 | The Hand Is Quicker        | 17 marzo 1958     |
| 27 | The Suffragette            | 24 marzo 1958     |
| 28 | The Whip                   | 31 marzo 1958     |
| 29 | The Crisis at Easter Creek | 7 aprile 1958     |
| 30 | Aunt Emma                  | 14 aprile 1958    |
| 31 | The Outlander              | 21 aprile 1958    |
| 32 | The Battle of Tower Rock   | 28 aprile 1958    |
| 33 | The Torn Flag              | 5 maggio 1958     |
| 34 | Hiram Grover's Strike      | 12 maggio 1958    |
| 35 | The Gold Star              | 19 maggio 1958    |
| 36 | More Than Kin              | 26 maggio 1958    |
| 37 | The Manhunters             | 2 giugno 1958     |
| 38 | The Peddler                | 9 giugno 1958     |
| 39 | Gratitude                  | 16 giugno 1958    |

## Duel at Lockwood
- Prima televisiva: 23 settembre 1957

### Trama
- Guest star: Paul E. Burns (Pete Drum), Frank Gorshin (cowboy con Singer), Vic Morrow (Wes Singer), Olive Carey (nonna Singer), Walter Coy (sceriffo Ben Hansen), Jack Tornek (cittadino)

## Trail to Sunset
- Prima televisiva: 30 settembre 1957

### Trama
- Guest star: William Phipps (Grant), Robert Benevides (Evan Case), Roy Roberts (Doc), Claude Akins (Wes Flager), Jack Elam (Link Jerrod), Malcolm Atterbury (Gopher Martin)

## Revenge at Harness Creek
- Prima televisiva: 7 ottobre 1957

### Trama
- Guest star: Bill Clark (cowboy), George Bell (cowboy), Kenneth Tobey (sceriffo Cash), Sally Brophy (Polly Robie), May Wynn (Bess Harcourt), Tom Pittman (Lex Harcourt), Paul Langton (Adam Robie), Ted Mapes (cowboy), Whitey Hughes (Jim)

## Rink
- Prima televisiva: 14 ottobre 1957

### Trama
- Guest star: Fred Kruger (impiegato banca), George Keymas (Trager), Peter J. Votrian (Rink Larkin), Denver Pyle (sceriffo Jay), Charles Anthony Hughes (impiegato dell'hotel)

## Jenny
- Prima televisiva: 21 ottobre 1957

### Trama
- Guest star: John Harmon, Frank Richards (Harry Potter), Stuart Randall (sceriffo York), Veda Ann Borg (Jenny Garver), Walter Reed (Ned Landy), Robert Anderson (Sam)

## The Shooting of Jett King
- Prima televisiva: 28 ottobre 1957

### Trama
- Guest star: Nesdon Booth (Mack Hawkins), Leon Askin (Ollie Rowan), John Larch (Jett King), Whit Bissell (Jonas Pilgrim), Connie Gilchrist (Mrs. Tolliver), Stuart Randall (sceriffo)

## Jody
- Prima televisiva: 4 novembre 1957

### Trama
- Guest star: Martin Garralaga (Porfirio), Paul Fix (vecchio Burnett), Luana Anders (Lucy Anne), Jeanne Bates (Millie), Dan Blocker (Ike Burnett), Rip Torn (Jody)

## General Gilford's Widow
- Prima televisiva: 11 novembre 1957

### Trama
- Guest star: Harry Shannon (Joe Kennedy), Howard Negley (sceriffo Jessup), Paul Birch (generale), Hal K. Dawson (Dan Trayfor), Lurene Tuttle (Hannah Gilford)

## The New Sheriff
- Prima televisiva: 18 novembre 1957

### Trama
- Guest star: John Frederick, Stacy Harris (Roy Cotten), William Fawcett (Tom), Henry Brandon (Tracer Givens), Lloyd Corrigan (Doc Cross), Frank Marlowe, Gregg Martell (Gus Cotten)

## Man and Boy
- Prima televisiva: 25 novembre 1957

### Trama
- Guest star: Olan Soule (Express Office Clerk), Tom Greenway (Amos), Emile Meyer (sceriffo Wade Lawson), Martin Braddock (Ted Lawson), Irene Tedrow (Mrs. Deremus), Dan Blocker (Fred Burgermen), Jack Finch (Doc Evans)

## Cheyenne Express
- Prima televisiva: 2 dicembre 1957

### Trama
- Guest star: Chris Randall (Tough), Anthony Ray (Tough), Royal Dano (Wilbur English), Dan Riss (vice Phil Waterman), Harry Fleer (Floyd Winters), Tim Graham (impiegato dell'hotel)

## Thicker Than Water
- Prima televisiva: 9 dicembre 1957

### Trama
- Guest star: Frank Richards (Sam Goss), Lars Henderson (Ted Marlowe), Claude Akins (Rafe Marlowe), Penny Edwards (Amy Neilsen), Ted de Corsia (Cal Jason), Jack Lomas (giocatore di poker)

## Silver Threads
- Prima televisiva: 16 dicembre 1957

### Trama
- Guest star: Chuck Connors (Toby Yeaget), Steve Firstman, Sean McClory (Mike O'Hara), John Patrick (Sean O'Hara)

## The Child
- Prima televisiva: 23 dicembre 1957

### Trama
- Guest star: David Armstrong (Zack), John L. Cason (Waller), James Gleason (Padre Terrence), Dan Blocker (John 'El Bruto'), Trevor Bardette (Marshal Jason), Carlos Arévalo (Jesus), Anthony Caruso (Padre Basilico), Grant Withers (Dutcher), Elizabeth Garcia (Elena)

## The Gold Buckle
- Prima televisiva: 30 dicembre 1957

### Trama
- Guest star: Fred Graham (sceriffo Barclay), Terry Frost (Doc), Claude Akins (Lex Springer), Madge Blake (Emily Davis), Jerry Brown (conducente della diligenza), Roy Roberts (Kit Springer)

## The Coward
- Prima televisiva: 6 gennaio 1958

### Trama
- Guest star: John Mitchum (Red), Carol Henry (Chavez), Lane Bradford (Howie), John Dehner (Noah Temple), Gene Evans (Will Fetter), Marilyn Saris (Sarah Fetter)

## Friend in Need
- Prima televisiva: 13 gennaio 1958

### Trama
- Guest star: Arthur Space (Sam Ditley), Pat O'Hara (giudice Yancy), Corey Allen (Art Hemper), Mark Dana (George Willis), Harry Fleer (Clyde Hemper), Jean Howell (Nadine Willis), Emile Meyer (sceriffo Vail), Irene Tedrow

## Strange Family in Town
- Prima televisiva: 20 gennaio 1958

### Trama
- Guest star: Ricky Klein (Peter Hoffman), Virginia Christine (Amy Durant), Jacques Aubuchon (Johann Hoffman), Jeanne Bates (Greta Hoffman), Kim Charney (Chris Durant), Patrick McVey (John Durant)

## Hang and Be Damned
- Prima televisiva: 27 gennaio 1958

### Trama
- Guest star: Ray Teal (sceriffo), Gloria Talbott (Valya), Joe Maross (Kallell), Charles Wagenheim (cercatore)

## Quiet City
- Prima televisiva: 3 febbraio 1958

### Trama
- Guest star: Bill Clark (cittadino), Scott Engel (ragazzo), John Dehner (sceriffo Heck Partridge), William Joyce (Buzz Partridge), Reed Howes (Pipe Clamper), Austin Green (Abe Norton), Lyle Talbot (Doc Upton), Frank J. Scannell (ubriaco), Martin Mason (ubriaco), Cecil Combs (cittadino)

## Hornitas Town
- Prima televisiva: 10 febbraio 1958

### Trama
- Guest star: Ted Smile (frequentatore bar), Ethan Laidlaw (frequentatore bar), Peggie Castle (Amity Hobbs), John Larch (sceriffo Riker), Jack Elam (Tony Molinor), Milicent Patrick (Rosita), Glenn Strange (vice Chuck), Fred Graham (Deputy), Craig Duncan, Charles Wagenheim (Old Timer), Jack Kenny (frequentatore bar), Jack Tornek (cittadino)

## Imposter for a Day
- Prima televisiva: 17 febbraio 1958

### Trama
- Guest star: Lane Chandler (sceriffo Croft), Vince Barnett (barbiere), Kent Taylor (Deiblery), Angie Dickinson (Evelyn Niemack), Lou Krugman (Pat Kellway), Gene Roth (Olaf Ledbetter), Harry Hines (Willy Beebe), Robert Roark (uomo)

## A Pressing Engagement
- Prima televisiva: 24 febbraio 1958

### Trama
- Guest star: Ted Smile (uomo all'asta), Bill Clark (uomo all'asta), Fay Spain (Helen Rockwood), Peter Hansen (Quent Todd), Edith Evanson (zia Minnie Rockwood), Larry J. Blake (banditore), Burt Mustin (vecchio), Hank Patterson (vecchio), Forrest Taylor (Doc), Iron Eyes Cody (George Washington Smith), Jack Tornek (uomo all'asta)

## The Woman from Sacramento
- Prima televisiva: 3 marzo 1958

### Trama
- Guest star: Herman Hack (Man on Horse), Gregg Barton (sceriffo Collins), Kathleen Crowley (Mary Blackwell), Will Wright (Jim Blackwell), H. M. Wynant (Steve Colby), Rosa Turich (Rosarin), Jack Tornek

## Sheriff Billy
- Prima televisiva: 10 marzo 1958

### Trama
- Guest star: Harold J. Stone (Ben Reed), Hank Patterson (Milt Hatten), Joyce Meadows (Annie White), Tom Tryon (sceriffo Bill Riddle)

## The Hand Is Quicker
- Prima televisiva: 17 marzo 1958

### Trama
- Guest star: Robert Bice (lavoratore nel ranch), Henry Faber (Sam), John Ericson (Henry Wilson), Gregg Palmer (Joe Kruger), Ray Teal (sceriffo Lander), Tyler McVey (caposquadra), Jack Tornek (cittadino)

## The Suffragette
- Prima televisiva: 24 marzo 1958

### Trama
- Guest star: Chick Hannan (cittadino), Tom McKee (Ralph), Ellen Corby (Emma Birch), Charles Lane (sindaco Peter Mercer), Don Beddoe (Henry Peabody), John Dierkes (sceriffo John Dratton), Helen Spring (Mrs. Mercer), Sheila Bromley (Mrs. Peabody), Carol Kelly (Annie), Tracey Roberts (ragazza saloon), Gail Bonney (Amy Dratton), Kermit Maynard (cittadino)

## The Whip
- Prima televisiva: 31 marzo 1958

### Trama
- Guest star: Cecil Combs (cittadino), Bill Clark (cittadino), Diane Brewster (Helen Bricker), Harvey Stephens (Strad Bricker), John Stephenson (Dave Fletcher), Mike Ragan (Cal Thornch), Herb Vigran (Jim Pincher), William Fawcett (Seth), Ralph Reed (Tommy), Leonard P. Geer (cittadino)

## The Crisis at Easter Creek
- Prima televisiva: 7 aprile 1958

### Trama
- Guest star: Amzie Strickland (Elvira Peebles), Henry Corden (Mike Morgan), John Larch (Red-eye Kirk), Frank Wilcox (sceriffo Abner), Marshall Bradford (reverendo Broome), Ellen Corby (Amy Morgan), Nestor Paiva (Jack Denton), Walter Barnes (Wisconsin Billy), Gail Bonney (Mrs. Fickett)

## Aunt Emma
- Prima televisiva: 14 aprile 1958

### Trama
- Guest star: Mauritz Hugo (Jed Baker), Paul Grant (Link Drake), Lane Bradford (Jesse Drake), Edgar Buchanan (Ethan Greenfield), William Fawcett (dottore), Connie Gilchrist (zia Emma), Stuart Randall (sceriffo Tinsley)

## The Outlander
- Prima televisiva: 21 aprile 1958

### Trama
- Guest star: Paul Sorensen (Zack Driscoll), Stanley Farrar (Vespers), Gloria Talbott (Sophie Wilmer), George Dolenz (Count Peter Von Gilsa), Reed Hadley (colonnello Bromley), George Keymas (Clague), Mitchell Kowall (Waco)

## The Battle of Tower Rock
- Prima televisiva: 28 aprile 1958

### Trama
- Guest star: James Stone (Cal Curtis), Irene Ryan (Thelma Taylor), Don Beddoe (Rome Madden), Lillian Bronson (Bessie Madden), Lloyd Corrigan (Kermit Taylor), Tim Graham (Harry Turner), Dan Riss (Otis Speers), Britt Wood (Gravy Gus)

## The Torn Flag
- Prima televisiva: 5 maggio 1958

### Trama
- Guest star: Fred Kohler Jr. (sceriffo Townsend), Paul Birch (sindaco Wheeler), Alan Baxter (George Frazier), Kristine Miller (Mrs. Wheeler)

## Hiram Grover's Strike
- Prima televisiva: 12 maggio 1958

### Trama
- Guest star: Pierre Watkin (Doc Nibble), John Mitchum (Len), Trevor Bardette (Enoch Wilson), Lane Bradford (Thad), Will Wright (Hiram Grover)

## The Gold Star
- Prima televisiva: 19 maggio 1958

### Trama
- Guest star: Rankin Mansfield (Fred), Sandy Sanders (Charlie Craig), Edgar Buchanan (sceriffo Jeb Barnes), Dick Elliott (sindaco Hancock), I. Stanford Jolley (Sam Baggott), James Anderson (Bill Coughan), Craig Duncan (Wingo Jenner), Frank Sully (uomo)

## More Than Kin
- Prima televisiva: 26 maggio 1958

### Trama
- Guest star: Ken Hooker (Fred), Max Hartman (Sid), Veda Ann Borg (Maggie), John Carradine (Archibald Hunkette), Emmett Lynn (ubriaco)

## The Manhunters
- Prima televisiva: 2 giugno 1958

### Trama
- Guest star: Robert Swan (Cyril Cotterman), Kay Stewart (Laura Bascomb), John L. Cason (Todd Cotterman), Harry Hines (Sam Henneberry), Carlyle Mitchell (Newt Bascomb), Dennis Moore (Adam Paxton), Tom Pittman (Jason Leaf), Morgan Woodward (Ben Cotterman)

## The Peddler
- Prima televisiva: 9 giugno 1958

### Trama
- Guest star: Bob Morgan (Duke Ballinger), Bob LaVarre (Spook Sanford), Olive Carey (Osa Carpenter), Eduard Franz (David Marcus), Burt Nelson (Jeff Jackson)

## Gratitude
- Prima televisiva: 16 giugno 1958

### Trama
- Guest star: John Litel (McClelland Burke), Johnny Crawford (Ned Timberlake), Robert Anderson (Joker), Jeanne Bates (Nancy Timberlake), Ewing Mitchell (Dawson)